# Werner Krönke
Werner Krönke (ur. 25 marca 1943) – niemiecki lekkoatleta, sprinter. W czasie swojej kariery startował w barwach Republiki Federalnej Niemiec.
Zdobył złoty medal w sztafecie szwedzkiej 4+3+2+1 okrążenie (w składzie: Leonhard Händl, Krönke, Rolf Krüsmann i Jürgen Schröter) na europejskich igrzyskach halowych w 1966 w Dortmundzie.
Był halowym mistrzem RFN w sztafecie 4 × 400 metrów w 1966.
Startował w klubie OSV Hörde.